# India's Next Top Model
India's Next Top Model è un reality show indiano, basato sul format americano America's Next Top Model.

La prima edizione del programma è andata in onda nel 2015 presentata dalla modella e attrice indiana Lisa Haydon, rinconfermata insieme all'intero cast per la seconda edizione, andata in onda dal 10 luglio all'11 settembre 2016. La terza stagione, con al timone una nuova conduttrice, Malaika Arora, si è svolta tra il 21 ottobre e il 17 dicembre 2017. La quarta stagione, sempre sotto la conduzione della Arora è iniziata il 6 ottobre 2018.

## Edizioni
| Edizione | Première        | Vincitrice          | Seconda Classificata | Altre concorrenti | Numero di concorrenti | Destinazioni |
| -------- | --------------- | ------------------- | -------------------- | --- | --------------------- | ------------ |
| 1        | 19 luglio 2015  | Danielle Canute     | Rushali Rai          | Vishakha Bharadwaj (ritirata), Neev Marcel, Sreeradhe Khanduja, Anam Shaikh, Malvika Sitlani, Aditi Shetty, Monica Gill, Gloria Tep                      | 10                    | Nessuna      |
| 2        | 10 luglio 2016  | Pranati Prakash Rai | Jantee Hazarika      | Ashmita Jaggi, Minash Ravuthar, Ritija Malvankar, Rajashree Singha & Poulomi Das, Neelam Virwani, Priya Banerjee & Akanksha Sharma, Subhamita Banerjee   | 11                    | Nessuna      |
| 3        | 21 ottobre 2017 | Riya Subodh         | Sabita Karki         | Bhanu Chaudhary, Madhurima Roy, Tanishq Sharma & Summer Jacobs, Aakriti Singh, Akanksha Corda, Parina Chopra & Eva Aario, Shweta Raj                     | 11                    | Nessuna      |
| 4        | 6 ottobre 2018  | Urvi Shetty         | Nisha Yadav          | Rhea Bari, Shefali Sharma & Aishwarya Jagtap, Shalu Ohja, Malaica Kokane, Aasma Qureshi, Riya Bhattacherjee, Kat Kristian, Tamanna Sharma, Rushali Yadav | 12                    | Singapore    |